# Нарзуллаев, Бахрулло Нарзуллаевич
Бахрулло Нарзуллаевич Нарзуллаев (1927—1982) — советский учёный в области физики полимеров, доктор физико-математических наук, профессор кафедры физики твёрдого тела Таджикского государственного университета.

## Биография
Родился 2 мая 1927 года.
Окончил Узбекский государственный университет и аспирантуру Ленинградского физико-технического института им. А. Ф. Иоффе АН СССР, в 1954 г. под руководством академика С. Н. Журкова защитил кандидатскую диссертацию по теме зависимости прочности полимеров от времени.
С 1954 года работал в Таджикском государственном университете. Научной темой выбрал изучение кинетических закономерностей процесса разрушения полимеров под воздействием внешних факторов.
Был одним из организаторов кафедр экспериментальной физики, ядерной физики, физики твёрдого тела. С 1958 года декан физико-математического факультета. 
С 1955 г. первый заведующий кафедрой физики твёрдого тела Таджикского государственного университета. Одновременно руководил основанной им в 1967 году проблемной лабораторией физики прочности полимеров.
Умер 17.06.1982 г. от инсульта.
Доктор физико-математических наук, профессор. Заслуженный деятель науки Таджикской ССР.
Публикации:
- Временная зависимость прочности твердых тел / С. Н. Журков, Б. Н. Нарзуллаев // ЖТФ. — 1953. — Т.23, вып.10. — С. 1677—1689.
- Изучение долговечности ударопрочного полистирола в зависимости от воздействия внешних факторов } Б. Н. Нарзуллаев, С,Н.Каримов, М. К. Курбаналиев и др. Механика полимеров,1972, № 6, c.II2I-II23.
- Исследование температурно-временной зависимостипрочности нитратцеллюлозы при температурах" близких к температуре разложения / Г. М. Бартенев" Б. Н. Нарзуллаев" В. А. Мирзоева, С. Ю. Мирзоев. Высокомолекуляр. соединения, сер. А, 1972, т.14" Ш 9, с.2022-2027.
- Температурно-временная зависимость прочности целлюлозных материалов в области высоких температур / Б. Н. Нарзул-лаев, Х. М. Абдуллаев, В. А. Мирзоева, С. Ю. Мирзоев. В кн.: Физико-механические свойства и структура твердых тел. Душанбе, 1979, вып.4, с.24-35.
- Влияние 2-меркаптобензтиазола на светостойкость диацетатцеллюлозы [Текст] : научное издание / Б. Н. Нарзуллаев [и др.] // 5 Всес. конф. по химии и физ. целлюлозы, Ташкент, окт., 1982. Тез. докл. Ч. 2. — Ташкент, 1982